# Andé

Andé este o comună în departamentul Eure, Franța. În 1 ianuarie 2022 avea o populație de 1.324 de locuitori.